# Neacomys minutus
Neacomys minutus là một loài động vật có vú trong họ Cricetidae, bộ Gặm nhấm. Loài này được Patton, da Silva, & Malcolm mô tả năm 2000.
Loài này sinh sống ở Brasil. Là một loài chuột nhỏ, Neacomys minutus có chiều dài đầu và thân từ 65 đến 79 mm (2,6 đến 3,1 in) và đuôi từ 68 đến 90 mm (2,7 đến 3,5 in). 

## Phân bố và môi trường sống
N. minutus được tìm thấy trong lưu vực sông Amazon ở phía tây Brazil và miền đông Peru. Phạm vi của nó bao gồm lưu vực giữa và hạ lưu của sông Juruá ở bang Amazonas và phần liền kề của Vùng Loreto ở Peru. Môi trường sống của nó là rừng várzea ẩm ướt ngập nước theo mùa và rừng khô, vùng cao, terra Firme. 

## Sinh thái học
Mùa sinh sản diễn ra trong cả mùa khô và mùa mưa, và dường như bắt đầu từ khi còn nhỏ, vì một số cá thể hoạt động sinh sản vẫn có răng chưa mọc và chưa rụng lông hoàn toàn. Kích thước lứa đẻ trung bình là ba; một cá thể chuột cái được phát hiện là đang mang thai và cho con bú. Loài này có chung phạm vi phân bố với Neacomys spinosus nhưng được thay thế ở phần trên của lưu vực Juruá bởi Neacomys musseri.